# 上道加瓦市镇
上道加瓦市镇是拉脫維亞的市镇，位於該國東南部，行政中心为陶格夫匹尔斯（为单独的国家级城市，不在本市镇管辖范围内）。市镇面積为2,524平方公里，人口数量为25,927人（2021年）。
上道加瓦市镇设立于2021年7月1日，由原陶格夫匹爾斯市鎮和伊盧克斯泰市鎮合并为上道加瓦市镇。新的市镇与2009年之前的陶格夫匹尔斯区范围相同。